# BOHEMIAN SUMMER 2000
《BOHEMIAN SUMMER 2000》，是日本歌手宇多田光在2000年7月至8月開始所舉辦出道以來第1次的全國巡迴演唱會。

## 演唱會名稱
此次巡迴演唱會名稱BOHEMIAN ，來自皇后樂團的名曲波西米亞狂想曲(Bohemian Rhapsody)，宇多田本人相當崇拜皇后樂團主唱Freddie Mercury，亦有演唱皇后樂團的歌Living On My Own

## 詳細
此次巡迴的全名『BOHEMIAN SUMMER ～宇多田ヒカル Circuit Live 2000』，此次巡迴演唱會總共唱了日本10個地方，包含追加演唱會總共21場，BOHEMIAN SUMMER 2000收錄的就是位於千葉海洋球場的追加演唱會，為宇多田迄今演唱會之中動員最多的場次，除了演唱自己的歌曲，也唱了尾崎豐跟山口百惠的名曲。

## 收錄會場
- 千葉海洋球場

## 收錄內容
1. Addicted To You
2. タイム・リミット（日语：For You/Time Limit）
3. In My Room（日语：First Love (宇多田光專輯)）
4. time will tell
5. Never Let Go（日语：First Love (宇多田光專輯)）
6. Fly Me to the Moon (In Other Words)
7. Another Chance（日语：First Love (宇多田光專輯)）
8. For You（日语：For You/Time Limit）
9. Automatic
10. Take On Me (a-ha)
11. Give Me A Reason（日语：First Love (宇多田光專輯)）
12. はやとちり（日语：Wait&See ～Risk～）
13. I LOVE YOU (尾崎豐單曲)（尾崎豊）
14. プレイバックPart2（日语：プレイバックPart2）（山口百恵）
15. Movin' on without you
16. First_Love
17. Wait&See ～Risk～
18. 甘いワナ〜Paint It, Black（日语：First Love (宇多田光專輯)）
19. Living On My Own
20. B&C
21. First Love-John Luongo Remix（日语：First Love (單曲)）